# Система футбольных лиг Украины
Систе́ма футбо́льных лиг Украи́ны состоит из четырёх уровней и управляется тремя организациями: Украинской футбольной Премьер-Лигой, Профессиональной футбольной лигой и Ассоциацией любительского футбола.

## Текущая структура
| Уровень | Лига/Дивизион Сезон 2023/24                                                                                                | Лига/Дивизион Сезон 2023/24                                                                                                | Лига/Дивизион Сезон 2023/24                                                                                                | Лига/Дивизион Сезон 2023/24                                                                                                | Лига/Дивизион Сезон 2023/24                                                                                                | Лига/Дивизион Сезон 2023/24                                                                                                | Лига/Дивизион Сезон 2023/24                                                                                                | Лига/Дивизион Сезон 2023/24                                                                                                | Лига/Дивизион Сезон 2023/24                                                                                                |
| ------- | --- | --- | --- | --- | --- | --- | --- | --- | --- |
| 1       | Премьер Лига 16 клубов | Премьер Лига 16 клубов | Премьер Лига 16 клубов | Премьер Лига 16 клубов | Премьер Лига 16 клубов | Премьер Лига 16 клубов | Премьер Лига 16 клубов | Премьер Лига 16 клубов | Премьер Лига 16 клубов |
| 2       | Первая Лига 20 клубов | Первая Лига 20 клубов | Первая Лига 20 клубов | Первая Лига 20 клубов | Первая Лига 20 клубов | Первая Лига 20 клубов | Первая Лига 20 клубов | Первая Лига 20 клубов | Первая Лига 20 клубов |
| 3       | Вторая Лига 15 клубов | Вторая Лига 15 клубов | Вторая Лига 15 клубов | Вторая Лига 15 клубов | Вторая Лига 15 клубов | Вторая Лига 15 клубов | Вторая Лига 15 клубов | Вторая Лига 15 клубов | Вторая Лига 15 клубов |
| 4       | Любительский чемпионат 20 клубов                                                                                           | Любительский чемпионат 20 клубов                                                                                           | Любительский чемпионат 20 клубов                                                                                           | Любительский чемпионат 20 клубов                                                                                           | Любительский чемпионат 20 клубов                                                                                           | Любительский чемпионат 20 клубов                                                                                           | Любительский чемпионат 20 клубов                                                                                           | Любительский чемпионат 20 клубов                                                                                           | Любительский чемпионат 20 клубов                                                                                           |
| 5-7     | Региональные чемпионаты (25 областных федераций, которые объединяют Высшую, Первую и Вторую лигу в зависимости от области) | Региональные чемпионаты (25 областных федераций, которые объединяют Высшую, Первую и Вторую лигу в зависимости от области) | Региональные чемпионаты (25 областных федераций, которые объединяют Высшую, Первую и Вторую лигу в зависимости от области) | Региональные чемпионаты (25 областных федераций, которые объединяют Высшую, Первую и Вторую лигу в зависимости от области) | Региональные чемпионаты (25 областных федераций, которые объединяют Высшую, Первую и Вторую лигу в зависимости от области) | Региональные чемпионаты (25 областных федераций, которые объединяют Высшую, Первую и Вторую лигу в зависимости от области) | Региональные чемпионаты (25 областных федераций, которые объединяют Высшую, Первую и Вторую лигу в зависимости от области) | Региональные чемпионаты (25 областных федераций, которые объединяют Высшую, Первую и Вторую лигу в зависимости от области) | Региональные чемпионаты (25 областных федераций, которые объединяют Высшую, Первую и Вторую лигу в зависимости от области) |
| 5-7     | ВинОФФ | ВолОФФ | ДнОФФ | ДонОФФ | ЖОФФ | ЗакОФФ | ЗапОФФ | ИФОФФ | КОФФ |
| 5-7     | КирОФФ | Лугофф | ЛьвОФФ | НОФФ | ООФФ | ПОФФ | РОФФ | СОФФ | ТОФФ |
| 5-7     | ХарОФФ | ХерОФФ | ХмОФФ | ЧрнвОФФ | ЧркОФФ | ЧрнгОФФ | ФФг.К | КРФФ | ФФг.С |
| 8       | Региональные первенства Чемпионаты и первенства районов или городов                                                        | Региональные первенства Чемпионаты и первенства районов или городов                                                        | Региональные первенства Чемпионаты и первенства районов или городов                                                        | Региональные первенства Чемпионаты и первенства районов или городов                                                        | Региональные первенства Чемпионаты и первенства районов или городов                                                        | Региональные первенства Чемпионаты и первенства районов или городов                                                        | Региональные первенства Чемпионаты и первенства районов или городов                                                        | Региональные первенства Чемпионаты и первенства районов или городов                                                        | Региональные первенства Чемпионаты и первенства районов или городов                                                        |

### История организаторов дивизионов
| Год       | D1  | D2  | D3  | D4  | D5  |
| --------- | --- | --- | --- | --- | --- |
| 1992      | ФФУ | ФФУ | ФФУ |     |     |
| 1993—1995 | ФФУ | ФФУ | ФФУ | ФФУ | ФФУ |

| Год        | D1  | D2  | D3  | D4   |     |
| ---------- | --- | --- | --- | ---- | --- |
| 1995—1996  | ФФУ | ФФУ | ФФУ | ФФУ  | ФФУ |
| 1996—1998  | ПФЛ | ПФЛ | ПФЛ | ФФУ  |     |
| 1998—2008  | ПФЛ | ПФЛ | ПФЛ | ААФУ |     |
| 2008—н. в. | УПЛ | ПФЛ | ПФЛ | ААФУ |     |